# Treccia di Santa Croce di Magliano
La treccia di Santa Croce di Magliano è un formaggio tipico molisano, prodotto in particolare a Santa Croce di Magliano. È tutelato come prodotto agroalimentare tradizionale e per la sua rarità (se ne producono 1000 kg all'anno) è inserito nell'Arca del Gusto di Slow Food.

## Descrizione
Si tratta di un formaggio a pasta filata, di consistenza simile alla scamorza.
La sua particolarità, che lo rende immediatamente riconoscibile, è la sua forma: una stola di pasta filata intrecciata a mano, lunga circa un metro e larga 20 cm, del peso di circa 1-1,5 kg.
Il colore è bianco da fresco, e vira poi verso il giallo dopo qualche giorno.

## Storia
La treccia è uno dei rari formaggi italiani ad avere un valore simbolico religioso e propiziatorio: viene infatti preparata per la festa della Madonna dell'Incoronata, che viene festeggiata l'ultimo sabato di aprile, e per la benedizione del santo patrono, San Giacomo, durante la quale viene indossata dai pastori e dagli animali come rito di buon auspicio per il raccolto e l'attività zootecnica.

## Preparazione
Al latte bovino crudo viene aggiunto il siero del giorno precedente, e poi scaldato a 35-40° C. Viene quindi aggiunto il caglio.
La cagliata viene rotta con lo spino, trasferita in un altro contenitore e poi ricoperta dapprima con il siero portato ad ebollizione e poi con acqua bollente, in modo da trasformalo in pasta filata. Vengono estratti lunghi fili di pasta, che vengono immersi in acqua salata per 20 minuti o salati a secco prima di essere intrecciati.